# Jon Balke

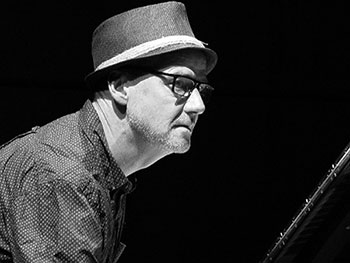
Jon Balke (2013)

Jon Balke (Furnes bij Hamar, 7 juni 1955) is een Noorse jazzpianist , bespeler van synthesizer en componist.
Hij is deels klassiek geschoold en ging al op twaalfjarige leeftijd om met boogiewoogie en andere jazzachtige muziek. Zijn eerste rockbandje heet Unis; in 1973 heeft hij samen met zijn broer Erik Balke een jazzband. Hij heeft onder meer deel uitgemaakt van de band rondom Arild Andersen (1974); in 1978 gaat hij samen met Karin Krog op reis naar India.
Aan het eind van de jaren 70 maakt hij deel uit van bands die etnische muziek spelen (E’Olen en Surdu) en trad op met Lakshminarayana Subramaniam. In 1984 gaat hij opnieuw met zijn broer (Brødrene Balke Etno Funk) op muzikale reis en speelt met allerlei mensen uit de freejazz wereld, waaronder de band Masqualero van Jon Christensen en een band rondom folkzangeres Sidsel Endresen. In 1988 wint hij een Noorse Grammy.  In 1993-1994 toerde hij door de Verenigde Staten en Japan met Magnetic North; een werk waarnaar hij later zijn ensemble noemde: Magnetic North Orchestra. Een deelproject is Siwan voor een combinatie van muziek en poëzie; samen met Jon Hassell en Amina Alaoui (2007).

## Discografie
- Clouds in my Head, 1975 (Arild Andersen)
- E'Olen, 1979
- Nonsentration, 1990 ECM Records
- On and On, 1991
- Jøkleba!, 1992
- Further, 1993 ECM
- Jøkleba Live, 1994
- Letters, 1995
- Rotor, 1997
- Saturation, 1998
- Kyanos, 2002 ECM
- Diverted travels, 2004 ECM
- Statements, 2005 ECM
- Book of Velocities, 2007 ECM
- Siwan, 2009 ECM
- Say and Play, 2009 ECM
- Warp, 2014 ECM
- Nahnou Houm, 2017 ECM
- Discourses, 2020 ECM
- Hafia, 2022 ECM
- Skrifum, 2025 ECM